# Le Frère le plus futé de Sherlock Holmes
Pour plus de détails, voir Fiche technique et Distribution.
Le Frère le plus futé de Sherlock Holmes (The Adventures of Sherlock Holmes' Smarter Brother) est un film britannico-américain réalisé par Gene Wilder, sorti en 1975.

## Synopsis
En Angleterre, un important document vient d'être volé du coffre-fort du ministre des Affaires étrangères. Le célèbre détective privé Sherlock Holmes confie l'affaire à son frère cadet, Sigerson, qui sera assisté du sergent Orville Sacker de Scotland Yard.

## Fiche technique
- Titre français : Le frère le plus fûté de Sherlock Holmes
- Titre original : The Adventures of Sherlock Holmes' Smarter Brother
- Réalisation : Gene Wilder
- Scénario : Gene Wilder
- Musique : John Morris
- Photographie : Gerry Fisher
- Montage : Jim Clark
- Production : Richard A. Roth
- Sociétés de production : Jouer Films & 20th Century Fox
- Société de distribution : 20th Century Fox
- Pays :  Royaume-Uni,  États-Unis
- Langue : Anglais
- Format : Couleur - Mono - 35 mm - 1.85:1
- Genre : Comédie, Policier
- Durée : 91 min
- Date de sortie : 14 décembre 1975

## Distribution
- Gene Wilder (VF : Francis Lax) : Sigerson Holmes
- Marty Feldman (VF : Roger Crouzet) : Orville Sacker
- Madeline Kahn (VF : Perrette Pradier) : Jenny Hill / Bessie Belwood
- Leo McKern (VF : Georges Aminel) : Professeur Moriarty
- Dom DeLuise (VF : Roger Carel) : Edouardo Gambetti
- Roy Kinnear (VF : Jacques Dynam) : Finney
- John Le Mesurier (VF : Henri Labussière) : Lord Redcliff
- Douglas Wilmer (VF : Raymond Gérôme) : Sherlock Holmes
- Thorley Walters (VF : Philippe Dumat) : Dr. Watson
- George Silver : Bruner
- Nicholas Smith (VF : Claude Joseph) : Hunkston
- John Hollis : Sbire de Moriarty
- Aubrey Morris : Le conducteur de la calèche
- Tommy Godfrey : Fred
- Susan Field (VF : Lita Recio) : La reine Victoria
- Joseph Behrmannis (VF : Claude Joseph) : Le russe qui fait une offre pour le document de Redcliff
- Wolfe Morris : Le français qui fait une offre pour le document de Redcliff
- Kenneth Benda : Butler
- Michael Crane : Renato